# Jacques-Antoine "Cassiodore" Demonchaux
 (août 2020).
Si vous disposez d'ouvrages ou d'articles de référence ou si vous connaissez des sites web de qualité traitant du thème abordé ici, merci de compléter l'article en donnant les références utiles à sa vérifiabilité et en les liant à la section « Notes et références ».
Jacques-Antoine dit Cassiodore Demonchaux, plus souvent appelé Dom Cassiodore Demonchaux, né le 3 mars 1716 à Biache-Saint-Vaast et mort le 27 février 1775 à Saint-Amand-les-Eaux, est grand-prieur de Abbaye de Saint-Amand-en-Pévèle, de 1762 à 1775.

## Biographie
Jacques-Antoine Demonchaux, est né le 3 mars 1716, à Biache-Saint-Vaast, quatrième d'une fratrie de sept enfants, était le fils de Antoine-François Demonchaux (20 mai 1676 Biache - 20 décembre 1722 Biache) et Anne-Françoise Deleville (1686 Vitry-en-Artois - 30 mars 1770 Biache-Saint-Vaast)[réf. nécessaire].
Jacques-Antoine, prendra le surnom de Cassiodore, à partir de 1762, date à laquelle il deviendra grand-prieur de l'abbaye[réf. nécessaire]. En 1764, il laissera ses armoiries sur un tableau de Rubens, après restauration.
Il mourra le 27 février 1775, à Saint-Amand-les-Eaux[réf. nécessaire].